# Lukas Verlag
Der Lukas Verlag (von Orthographieregeln abweichende Eigenschreibung) wurde am 1. Dezember 1995 von Frank Böttcher gegründet und bis 2024 von ihm geleitet. Der Verlagssitz ist in Berlin. 2025 wird das Einzelunternehmen in eine GmbH überführt und agiert nun unter dem Dach des Mitteldeutschen Verlags in Halle. Dessen Geschäftsführer Roman Pliske ist zugleich Geschäftsführer der Lukas Verlag GmbH; Frank Böttcher fungiert weiterhin als Verleger. 

## Programm
Schwerpunkte des Lukas Verlages sind u. a. Kunstgeschichte und Architektur, Zeitgeschichte und regionale Kulturgeschichte. Das anspruchsvolle Programm weist sowohl akademische Arbeiten als auch breiter interessierende Titel auf. Zu den wichtigsten Veröffentlichungen zählen Bücher über Berlin (Die Stadt Berlin in der Druckgrafik 1570–1870), Architektur (Architektur in Berlin 1933–1945, Bäderbau in Berlin) und Zeitgeschichte (Unerkannt durch Freundesland, Manfred „Ibrahim“ Böhme). Die Geschichte Brandenburgs (Die Kunst des Mittelalters in der Mark Brandenburg, Gärten und Parke in Brandenburg) und der Widerstand gegen die Nazidiktatur (Die „andere“ Reichshauptstadt) sind weitere markante Themenfelder. Unter den wissenschaftlichen Reihen sind mit inzwischen über dreißig Bänden die Studien zur Geschichte, Kunst und Kultur der Zisterzienser am umfangreichsten. Hervorgetan hat sich der Verlag aber auch mit mehreren Publikationen zu DDR-Themen (Die Geschichte des Mosaik von Hannes Hegen) oder zu Musik (My Name It Is Nothin’. Bob Dylan).
Mit dem Titel Emmi Bonhoeffer. Gespräch, Essay, Erinnerung erreichte das kleine Berliner Unternehmen im Frühjahr 2005 den 5. Platz auf der Spiegel-Bestsellerliste, nachdem Günther Jauch das Buch in Elke Heidenreichs Sendung ZDF-Lesen! dem Publikum empfohlen hatte. 2021 gehörte es zu den Gewinnern des Deutschen Verlagspreises. 2023 erhielt der Lukas Verlag den Berliner Verlagspreis.
Der Lukas Verlag unterstützt die Kurt-Wolff-Stiftung.

## Audio
- Frank Böttcher: „Belegexemplar“ Höhen und Tiefen des Kleinverlegerdaseins, von Ralph Gerstenberg, Deutschlandfunk 2. November 2020